# David Garibaldi
David Garibaldi (4 de noviembre de 1946) es un baterista estadounidense de funk y soul, conocido fundamentalmente por su trabajo con la banda Tower of Power.

## Biografía
Nacido en Oakland, California, Garibaldi creció en el distrito este de San Francisco. Comenzó a tocar la batería con 10 años. Tras la escuela secundaria, ingresa en The Disciples, una banda de funk, y en 1966 dio comienzo a su carrera profesional, cuando ingresó en la banda del ejército estadounidense con tan sólo 17 años. Tras cumplir con sus obligaciones militares regresa a California en 1970 para integrarse como baterista en la banda Tower of Power.
Durante más de 30 años David Garibaldi permanece regularmente en la banda, abandonándola por cortos períodos de tiempo para regresar más tarde. Durante el mismo período se establece como un reputado baterista de sesión, grabando y acompañando a importantes figuras como Natalie Cole o Patti Austin y publicando diversos métodos de estudio y aprendizaje para bateristas, editados bajo Alfred Publishing y Warner Brothers Publications.
En enero de 1998 Garibaldi vuelve definitivamente a Tower of Power, con cuyo saxofonista "Doc" Kupka ha trabajado en los últimos años en un proyecto común: The Strokeland Superband. En los últimos años Garibaldi ha trabajado asimismo con el cantante RAD, quien ha contado para la grabación de su álbum con la sección de vientos de Tower of Power.

## Estilo y valoración
Uno de los bateristas más influyentes de su generación, y un verdadero innovador en el campo del funk, el trabajo baterístico de David Garibaldi se entiende como la aportación de un músico individual en un todo que no es más que la suma de sus partes. El mismo Garibaldi lo entiende así y afirma que una de las mejores cosas de trabajar con Tower of Power es el concepto de trabajo en equipo.
La irrupción de Garibaldi con Tower of Power en la década de los 70 fue toda una revelación para la comunidad de bateristas. No sólo era capaz de tocar algunos de los ritmos funk más potentes de la historia, sino que creó diversas técnicas de ejecución que contribuyeron notablemente a la expansión del vocabulario propio del instrumento. Sus ritmos a semicorchea y su técnica ejemplar cuajaban perfectamente con la música de Tower of Power y establecía una fundación rítmica -de la que era responsable junto a Prestia- que, en temas como "Squib Cakes", "What Is Hip", "Drop It In The Slot", "Soul Vaccination" u "Oakland Stroke", pasaría a la historia, haciéndole merecedor del premio de los lectores de la revista Modern Drummer al mejor baterista de funk en seis ocasiones.

## Colaboraciones
David Garibaldi ha grabado o acompañado a artistas como Patti Austin, Natalie Cole, Larry Carlton, Mickey Hart's Planet Drum, Jermaine Jackson, Ray Obiedo, The Buddy Rich Orchestra, Boz Scaggs, Talking Drums, Gino Vanelli, Deniece Williams, Yellowjackets y Wishful Thinking.

## Discografía seleccionada
- 1970 - East Bay Grease - Tower of Power
- 1972 - Bump City - Tower of Power
- 1973 - Tower of Power - Tower of Power
- 1974 - Back to Oakland - Tower of Power
- 1975 - In the Slot - Tower of Power
- 1976 - Live and in Living Color - Tower of Power
- 1979 - Back on the Streets - Tower of Power
- 1987 - Big Dreamers Never Sleep - Gino Vanelli
- 1991 - Iquana - Ray Obiedo
- 1993 - Oakland Zone - Tower of Power
- 1995 - Train of Thought: 1985-1990 - Wishful Thinking
- 1998 - Funky Cubonics - Oaktown Irawo
- 1999 - Soul Vaccination: Live - Tower of Power
- 1999 - What Is Hip?: The Tower of Power Anthology - Tower of Power
- 1999 - Everybody on the Bus - Francis Rocco Prestia
- 2000 - Kick It Up a Step! - Strokeland Superband
- 2000 - The King of Retro Cool - Glenn Walters w/ Strokeland Superband
- 2001 - The Very Best of Tower of Power: The Warner Years - Tower of Power
- 2005 - The Law: According to Fred Ross - Fred Ross

## Libros
- 1992 - Future Sounds- David Garibaldi
- 1995 - Tower of Power: Silver Annivesary: Revised Edition- Tower of Power
- 1996 - The Funky Beat- David Garibaldi
- 2006 - The Code of Funk- David Garibaldi
- 2006 - 100 Famous Funk Beats- Jim Payne
- 2007 - The Great Drummers: R&B Funk & Soul- Jim Payne

## Vídeos
- 1998 - Live at Bass Day- Francis Rocco Prestia
- 2000 - Talking Drums (VHS)- David Garibaldi
- 2006 - Tower of Groove, Vol. 1 and 2- David Garibaldi